# Juan Hernández (football)
Juan Hernández Ramírez, né le 8 mars 1965 à Mexico (Mexique), est un joueur de football international mexicain, qui joue au poste de défenseur.

## Biographie

### Carrière en club
Avec le Club América, il remporte deux Coupe des champions de la CONCACAF et une Copa Interamericana.

### Carrière en sélection
Avec l'équipe du Mexique, il joue 36 matchs (pour 2 buts inscrits) entre 1987 et 1993. 
Il figure dans le groupe des sélectionnés lors des Gold Cup de 1991 et de 1993. Son équipe remporte la compétition en 1993. Il participe également à la Copa América de 1993, où son équipe atteint la finale.

## Palmarès
| Club América \| - Championnat du Mexique (1) : - Champion : 1988-89. - Supercoupe du Mexique (1) : - Vainqueur : 1989. \| \| - Coupe des champions (2) : - Vainqueur : 1990 et 1992. - Copa Interamericana (1) : - Vainqueur : 1991. \| |  | Mexique - Gold Cup (1) : - Vainqueur : 1993. - Copa América : - Finaliste : 1993.                       |
| - Championnat du Mexique (1) : - Champion : 1988-89. - Supercoupe du Mexique (1) : - Vainqueur : 1989. |  | - Coupe des champions (2) : - Vainqueur : 1990 et 1992. - Copa Interamericana (1) : - Vainqueur : 1991. |